# Joel Hofer
Joel Hofer, född 30 juli 2000, är en kanadensisk professionell ishockeymålvakt som är kontrakterad till St. Louis Blues i National Hockey League (NHL) och spelar för Springfield Thunderbirds i American Hockey League (AHL).
Han har tidigare spelat för San Antonio Rampage och Utica Comets i AHL och Swift Current Broncos och Portland Winterhawks i Western Hockey League (WHL).
Hofer draftades av St. Louis Blues i fjärde rundan i 2018 års draft som 107:e spelare totalt.